# Valeria Richards
Valeria Richards is een personage uit de strips van Marvel Comics. Ze is de dochter van Mr. Fantastic (Reed Richards) en de Invisible Woman (Susan Storm/Richards), beide leden van het superheldenteam de Fantastic Four. Ze is het jongere zusje van Franklin Richards, hoewel ze dankzij tijdreizen ook weleens ouder is geweest dan haar broer.
Valeria verscheen voor het eerst onder de naam Valeria Von Doom en met de codenaam Marvel Girl in Fantastic Four vol. 3 #15 (augustus 1999). Ze werd bedacht door Chris Claremont en Salvador Larroca. Zij introduceerden haar echter als de dochter van Susan Storm en Dr. Doom. Toen Jeph Loeb en Carlos Pacheco de stripserie later overnamen veranderden zij dit naar Susan Storm en Reed Richards.

## Geschiedenis
Valeria Von Doom verscheen voor het eerst toen ze plots materialiseerde in het hoofdkwartier van de Fantastic Four. Deze Valeria kwam uit de toekomst en was de dochter van Susan Storm en Victor Von Doom. Dit kwam als een zeer grote verrassing en ontzetting voor de Fantastic Four, maar na enig conflict bood Susan Valeria een plaats aan bij de Fantastic Four, en hielp ze hen bij verschillende missies.
Het was niet bekend hoe het ooit zo ver kon komen dat Susan Reed zou verlaten en een relatie zou krijgen met Dr. Doom. Dit werd opgehelderd toen Reed vast kwam te zitten in Dooms harnas, en publiekelijk deed alsof hij Doom was. Hij “hertrouwde” onder Dooms naam met Susan en maakte haar zijn barones. Toen Reed later werd bevrijd uit het harnas kwamen er vraagtekens rond Valeria’s toekomst.
Later werd duidelijk dat Valeria in werkelijkheid het tweede kind van Reed en Susan Richards was, die jaren terug (in Fantastic Four vol. 1 #267 (juni 1984)) als miskraam werd geboren. Zonder dat Reed en Susan het wisten spoorde Roma Franklin aan om het kind met zijn krachten te redden, waarna Roma haar meenam, wetende dat zij een grote rol zou spelen in de toekomst. Volgens het Official Handbook of the Marvel Universe werd Valeria vervolgens opgevoed in een alternatieve realiteit als de dochter van Doom en Susan.
Valeria’s taak in de toekomst werd duidelijk toen de Fantastic Four het gevecht aanging met Abraxas. Zij en Franklin combineerden toen hun krachten om de gedode Galactus weer tot leven te brengen en Abraxas te stoppen. Gedurende dit proces veranderde Valeria weer in een baby, en vond haar geboorte opnieuw plaats. En net als de eerste keer dreigde dit te mislukken, waardoor Johnny Storm uit wanhoop Dr. Doom om hulp vroeg. Doom ging akkoord, maar maakte van de situatie gebruik om Valeria onder zijn controle te plaatsen. Dit werd pas jaren later bekend, waarna de Fantastic Four in staat waren haar van Doom te bevrijden.

## Krachten en vaardigheden
Als Marvel Girl had Valeria Von Doom verschillende superkrachten. Ze was in staat in een gepantserde vorm te veranderen. Dit pantser leek sterk op dat van Dr. Doom. Ze erfde ook haar moeders superkracht om krachtvelden op te wekken, maar in tegenstelling tot haar moeder creëerde Valeria haar krachtvelden door tijd en ruimte te manipuleren. Ze kon deze zelfde gave ook gebruiken om door de tijd te reizen. Dit stond bekend als de “Time Dance” (tijddans).
Valeria erfde niet haar moeders kracht om onzichtbaar te worden, maar gebruikte een speciaal apparaat om zichzelf onzichtbaar te maken. Ze leek ook bovenmenselijke kracht en uithoudingsvermogen te hebben, aangezien ze andere wezens met bovenmenselijk kracht bewusteloos kon slaan. Een verklaring was echter dat deze kracht ook met haar krachtvelden te maken had.
Naast al haar superkrachten had Valeria Von Doom ook zeer hoge intelligentie. Haar IQ rivaliseerde zelfs dan van Dr. Doom en Mr. Fantastic.
Na haar “tweede geboorte” verscheen Valeria enkel nog in de strips als een kind. In Fantastic Four vol. 3 #53 (januari 2003) testte haar vader of ze misschien superkrachten had, maar de uitslag was negatief. Ook is niet bekend of ze nog steeds een groot genie is. Echter, aangezien ze nog een kind is bestaat de mogelijkheid dat ze in de toekomst superkrachten ontwikkeld.
In Marvel Knights 4 reisde Johnney Storm naar een alternatieve toekomst, en werd daar gered van een groep Doombots door een volwassen Valeria. Deze Valeria beschikte over een superieure versie van haar moeders onzichtbaarheidskracht. Niet alleen kon ze voor het blote oog onzichtbaar worden, ze kon ook iemands bio-elektrische aura, kinetische energie, hitte energie en andere tekens die iemand aanwezigheid verraden geheel verbergen.